# Tournée Générale
Tournée Générale is een van oorsprong Vlaams televisieprogramma en televisieformat van productiehuis Sputnik Media over de Belgische biercultuur. De eerste reeks werd in 2009 uitgezonden op de Vlaamse openbare televisieomroep.

## Het programma
In het programma neemt ervaringsdeskundige Jean Blaute leek Ray Cokes op sleeptouw door bierland België in een volkswagenbus en verkennen ze er het bierlandschap en de biercultuur. 
Met de opgedane ervaring brouwen Blaute en Cokes in elke reeks hun eigen bier.
Tournée Générale verscheen eerst in Vlaanderen. De RTBF maakte een Waalse versie van het programma met Bert Kruismans en Pierre Theunis als gastheren. 
Het "format" werd ook verkocht in Duitsland, Oostenrijk en Zwitserland en was er te zien onder de naam 'Bier on Tour'. Sputnik maakte zelf ook een Nederlandse versie van het programma onder de naam 'Leven in de Brouwerij'

## Reeksen en afleveringen
Een eerste tiendelige reeks van het programma werd in 2009 uitgezonden op Canvas, een tweede reeks verscheen in 2011 op één. 
Reeks 3 werd opgenomen in het voorjaar van 2012 en uitgezonden op één in het voorjaar van 2013.

### Reeks 1
1. De helden van ons Bier: De Struise Brouwers, Westvleteren
2. Brussel, het land van lambiek en geuze: Brouwerij Cantillon, Geuzestekerij Hanssens
3. Hoegaarden, 700 jaar bierdorp: Pierre Celis, De Verhuisbrouwerij
4. De bakermat van de pils: Cristal Alken, Inbev, "hopprofessor" Denis De Keukeleire, spéciale belge De Koninck
5. Oude Vlaamse bieren: Roman, Liefmans, Rodenbach
6. Belgisch bier, exportbier: Brooklyn brewery, Brewery Ommegang
7. Bieren in beweging: "champagne"bier, Brasserie à Vapeur, Saison Dupont
8. Abdijbier: Sint Bernardus, Witkap-Pater, Affligem
9. Canvasbier: Brouwerij Palm, Brouwerij Duvel Moortgat
10. Ridders van de Roerstok

### Reeks 2
1. Poperinge - biohopteelt
2. Brouwerij Sint Bernardus - Smaaktest met Professor Delvaux (KU Leuven)
3. Kasteel Ingelmunster - Brouwerij Bockor - Kaas en Bier pairing met kaasspecialist Michel Van Tricht
4. Brouwerij Bosteels - Confrérie van de Roze Olifant, Brouwerij Huyghe - Whisky & Bier pairing met whiskykenner Bob Minneker - Stadsbrouwerij Gruut
5. Kriekenbieren met Julien Vrebos - Schaarbeeks biermuseum - Brouwerij Boon - Brouwerij Mort Subite
6. Brouwerij Lefebvre - Brasserie de la Senne - IPA bieren
7. Cursus pilstappen brouwerij Haacht - Brouwerij Het Anker - Brouwerij De Koninck - blindproeftest
8. Abdijbieren - Abdij van Herkenrode - Kasteelbrouwerij De Dool
9. Brouwen Tournée Générale Tripel Hop
10. Jurering nieuw bier en foodpairing met Tournée Générale Tripel Hop

### Reeks 3
1. Trappistenbier La Trappe - Brouwerij De Dochter van de Korenaar - Bierrestaurant Bitter-Zoet
2. Demerdal in het Openluchtmuseum Bokrijk - Kaasmakerij Catharinadal - Achelse Kluis - Jack-Opbier
3. Brouwerij en stokerij Wilderen - Witloofbier Hof Ten Dormaal - Abbaye des Rocs
4. Caracole - Trappistenabdij Rochefort - Goudblommeke van Papier
5. Biercocktails - Jef Van den Steen - Restobières
6. Mouterij Dingemans - Pimpernelle - Seefbier - Brouwerij Dilewyns
7. De Proefbrouwerij - Dr Canarus
8. Urthel - De Dolle Brouwers
9. De Struise Brouwers - Beck - Brouwerij Rodenbach
10. Tournée Générale Premium Tripel

## De bieren
Op het eind van elke reeks werd een bier gepresenteerd dat in opdracht van het programma werd gebrouwen. De bieren worden onder meer verkocht in Delhaize in flessen van 75 cl. 
- Tournée Générale is een oranjekleurig bier van het type Spéciale belge met een alcoholpercentage van 6,5%. Het werd gebrouwen door Brouwerij Duvel Moortgat te Breendonk.[1] Het bier werd gelanceerd in 2009 en wordt intussen niet meer gebrouwen.
- Tournée Générale Tripel Hop is een blond bier van hoge gisting met nagisting in de fles met een alcoholpercentage van 7,5%. Bij het lageren van het bier wordt Cascade-hop toegevoegd zonder dit mee te laten koken. Dit heet dry hopping en zorgt voor de nodige bitterheid. Het wordt gebrouwen door Brouwerij Palm te Steenhuffel sinds 2011.[2]
- Het bier van de derde reeks heet "Premium Tripel" en werd opnieuw gebrouwen door Brouwerij Palm.

## Boeken
Bij elke reeks van het programma verscheen er tevens een boek.
- In 2009 verscheen het boek "Tournée Générale. De geheimen van het Belgische bier." van Geert Degrande, bij Van Halewyck.
- In 2011 verscheen het boek "Tournée Générale 2", van de hand van Joost Tack.
- Het boek bij de derde reeks heet "Tournée Générale, Trends & tradities" en werd geschreven door Sofie Vanrafelghem. Het werd in 2013 uitgebracht bij Van Halewyck.